# 怪诞如我
《怪诞如我》是日本男歌手平井坚定于2014年4月2日发行的第三十六张单曲，由日本女歌手安室奈美恵伴唱。

## 背景和发行
2014年3月10日确认单曲将在4月2日发行，该歌歌词与3月17日公开在www.uta-net.com公开，3月20日音乐录影带公布。
平井堅距上張單曲《告白》暌違兩年的單曲。首度與安室奈美惠合作的單曲，也是平井堅的第一張合作單曲。2013年初從邀請安室、選曲、製作、一直到錄音，歷時了一年時間製作歌詞由平井堅親自填寫，描述男女間對峙與衝突的情感世界觀。首次分為三個版本發行，各版本有不同獨佔內容。

## 曲目

### 限量版A
CD
1. 怪诞如我 feat. 安室奈美恵
（作詞：平井堅 / 作曲：Matthew Tishler, Daniel J.Plante/ 編曲：Daniel J.Plante）
  - 平井谈这首歌是“给所有的挣扎生活的人，歌曲内容有点扭曲”[5]。
2. 怪诞如我 （Instrumental）

DVD
1. 「怪诞如我 feat. 安室奈美恵」音乐录影带

### 限量版B
CD
1. 怪诞如我 feat. 安室奈美恵
2. 桔梗丘
（作詞・作曲：平井堅 / 編曲：大橋好規）
  - 作为MISAWA HOMES成立45周年纪念广告曲；歌曲已于2013年10月限量发行。

DVD
1. 『KEN HIRAI TV Vol.2』（平井坚本人参演的一个约30分钟的特别短片）

### 普通版
1. 怪诞如我 feat. 安室奈美恵
2. 桔梗丘
3. 青空傘下
（作詞作曲：平井堅 / 編曲：三上雅彦）
  - 日本红十字会2013年HATACHI献血歌曲